# ادی کوییلان
ادی کوییلان (انگلیسی: Eddie Quillan; ۳۱ مارس ۱۹۰۷ – ۱۹ ژوئیهٔ ۱۹۹۰) هنرپیشه اهل ایالات متحده آمریکا بود.
از فیلم‌ها یا برنامه‌های تلویزیونی که وی در آن نقش داشته‌است می‌توان به آقای لینکلن جوان، شورش در بونتی، سلام، دالی!، خوشه‌های خشم، جشن هالیوود، قوی‌ترین مرد جهان و خشم اشاره کرد.